# Salce
Salce – gmina w Hiszpanii, w prowincji Zamora, w Kastylii i León, o powierzchni 34,86 km². W 2011 roku gmina liczyła 110 mieszkańców.